# Vịnh Piran

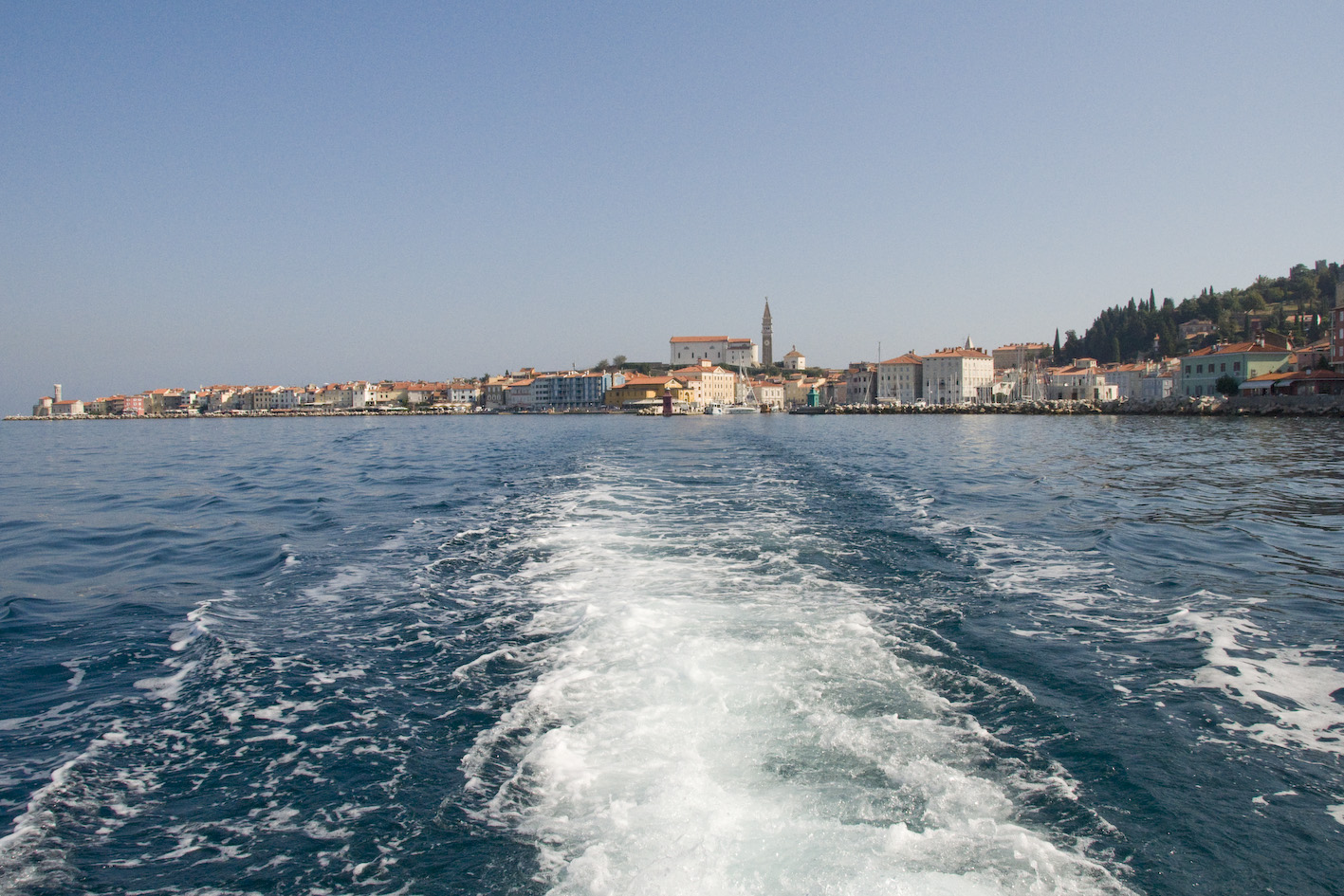
Vịnh Piran

Vịnh Piran (tiếng Slovene: Piranski zaliv, tiếng Croatia: Piranski zaljev hay Savudrijska vala, tiếng Ý: Baia di Pirano) nằm ở cực bắc Biển Adriatic, và là một phần của Vịnh Trieste. Vịnh được đặt theo tên thị trấn Piran, và bờ biển tiếp giáp với vịnh thuộc về hai quốc gia Croatia và Slovenia. Vịnh được giới hạn bởi một đường thẳng kẻ từ Mũi Savudrija (Savudrijski rt) ở phía nam đến Mũi Madona (Rt Madona) ở phía bắc và có diện tích khoảng 19 kilômét vuông (7,3 dặm vuông Anh). Kể từ thập niên 1990, cái tên Vịnh Savudrija (Savudrijska vala) cũng được sử dụng ở Croatia.
Tại bờ biển phía đông của vịnh trên lãnh thổ Slovenia là các thị trấn Piran, Portorož và Lucija. Trên bởi biển phía nam thuộc Croatia là các khu du lịch Crveni vrh và Kanegra, được xây dựng trong thập niên 1980. Con sông chính đổ vào vịnh là Dragonja, và nơi cửa sông là chỗ biên giới giữa hai nước Slovenia và Croatia. Dọc theo cửa sông Dragonja là các lòng chảo muối Sečovlje, chiếm diện tích 650 hécta (1.600 mẫu Anh).
Khu vực vịnh là nơi diễn ra tranh chấp trên biển và đất liền giữa Slovenia và Croatia.